# Mistrovství světa v ledním hokeji 1949

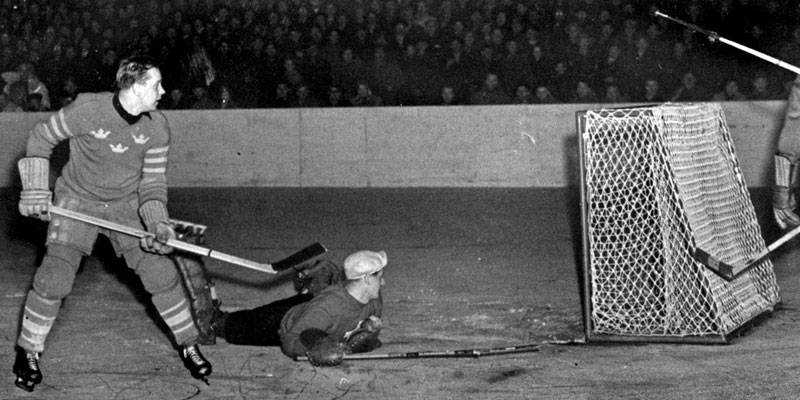
Švédský hráč Holger Nurmela vstřelil gól v zápase proti Švýcarsku

16. mistrovství světa  a 27. mistrovství Evropy v ledním hokeji probíhalo ve dnech 12. – 20. února 1949 ve Stockholmu ve Švédsku.
Na turnaj se přihlásilo 10 mužstev, rozdělených do 3 kvalifikačních skupin. První dvě mužstva postoupila do finále, ostatní mužstva hrála o umístění v soutěži útěchy. Hrálo se jednokolově systémem každý s každým.
Na světový šampionát do Švédska neodjížděli reprezentanti Československa ani zdaleka jako favorité. Před půl rokem, 8. listopadu 1948, postihla československý hokej krutá rána osudu. Při zájezdu do Francie a Anglie zahynulo šest členů reprezentačního týmu (Zdeněk Jarkovský, Miloslav Pokorný, Karel Stibor, Vilibald Šťovík, Ladislav Troják, Zdeněk Švarc). Letoun, který převážel část výpravy z Paříže do Londýna, v nepříznivém počasí zmizel nad Lamanšským průlivem a jeho pasažéry už nikdy nikdo nespatřil.

## Výsledky a tabulky

### Skupina A
|    |          | CAN  | AUT  | DEN  | V | R | P | Skóre | B |
| 1. | Kanada   | ***  | 7:0  | 47:0 | 2 | 0 | 0 | 54:0  | 4 |
| 2. | Rakousko | 0:7  | ***  | 25:1 | 1 | 0 | 1 | 25:8  | 2 |
| 3. | Dánsko   | 0:47 | 1:25 | ***  | 0 | 0 | 2 | 1:72  | 0 |

 Kanada –  Dánsko 47:0 (13:0, 16:0, 18:0)
12. února 1949 (19:00) – Stockholm (Olympijský stadión)

Branky Kanady: 1:0 4. James Russell, 2:0 5. Ray Bauer, 3:0 7. Donald Stanley, 4:0 8. Donald Stanley, 5:0 9. James Russell, 6:0 10. James Russell, 7:0 13. Don Munroe, 8:0 15. Bud Hashey, 9:0 15. Thomas Russell, 10:0  16. Donald Stanley, 11:0 16. Joe de Bastiani, 12:0 17. Emile Gagne, 13:0 17. Don Munroe, 14:0 23. Joe Tergeson, 15:0 23. Thomas Russell, 16:0 24. Joe Tergeson, 17:0 24. Emile Gagne, 18:0 26. Thomas Russell, 19:0 26. Thomas Russell, 20:0 29. Joe de Bastiani, 21:0 30. James Russell, 22:0 32. Barney Hillson, 23:0 32. Don Munroe, 24:0 32. Don Munroe, 25:0 34. Thomas Russell, 26:0 37. Joe de Bastiani, 27:0 37. James Russell, 28:0 39. Barney Hillson, 29:0 39. Barney Hillson, 30:0 41. Donald Stanley, 31:0 42. James Russell, 32:0 43. Herb Kewley, 33:0 44. Joe Tergeson, 34:0 47. Thomas Russell, 35:0 48. Donald Stanley, 36:0 48. James Russell, 37:0 50. Emile Gagne, 38:0 51. Don Munroe, 39:0 52. William Dimoch, 40:0 54. William Dimoch, 41:0 55. James Russell, 42:0 55. James Russell, 43:0 56. Ray Bauer, 44:0 56. James Russell, 45:0 57. Don Munroe, 46:0 57. Thomas Russell, 47:0 59. Donald Stanley.

Rozhodčí: Alf Axberg (SWE), Kurt Hauser (SUI)
Kanada: Al Picard - Joe Tergeson, Herb Kewley, Emile Gagne, Barney Hillson - Bud Hashey, James Russell, William Dimoch - Joe de Bastiani, Donald Stanley, Thomas Russell - Ray Bauer, Don Munroe.
Dánsko: Leif Jonsen - Borge Hamann, Svend Malver, Jörgen Hviid, Dan Danry - Erik Hviid, Knud Lebech, Frede Sörensen - Ole Nielsen, Erik Halberg, Poul Nielsen.
 Kanada –  Rakousko 7:0 (0:0, 3:0, 4:0)
13. února 1949 (17:00) – Stockholm (Olympijský stadión)

Branky Kanady: 1:0 Don Munroe, 2:0 William Dimoch, 3:0 Joe de Bastiani, 4:0 Joe de Bastiani, 5:0 Barney Hillson, 6:0 Bud Hashey, 7:0 Don Munroe. 

Rozhodčí: Walter Brown (USA), Josef Hermann (TCH)
Kanada: Al Picard - Joe Tergeson, Herb Kewley, Emile Gagne, Barney Hillson - John Kovich, James Russell, William Dimoch - Joe de Bastiani, Donald Stanley, Thomas Russell - Bud Hashey, Don Munroe.
Rakousko: Alfred Huber - Friedrich Demmer, Willibald Stanek, Rudolf Vojta, Franz Potucek - Johann Schneider, Walter Feistritzer, Friedrich Penitz - Rudolf Wurmbrand, Fritz Walter, Albert Böhm - Wilhelm Schmid, Hans Wagner.
 Rakousko –  Dánsko 25:1 (8:0, 6:0, 11:1)
14. února 1949 (13:00) – Stockholm (Olympijský stadión)

Branky Rakouska: 9x Rudolf Wurmbrand, 5x Albert Böhm, 4x Fritz Walter, 3x Walter Feistritzer, 2x Wilhelm Schmid, Willibald Stanek, Hermann Springer.

Branky Dánska: 25:1 Jörgen Hviid.

Rozhodčí: Axel Sando (SWE), Risto Lindroos (FIN)
Rakousko: Alfred Huber - Friedrich Demmer, Willibald Stanek, Rudolf Vojta, Franz Potucek - Johann Schneider, Walter Feistritzer, Wilhelm Schmid - Rudolf Wurmbrand, Fritz Walter, Albert Böhm - Hermann Springer, Hans Wagner.
Dánsko: Leif Jonsen - Borge Hamann, Svend Malver, Jörgen Hviid, Dan Danry - Erik Hviid, Knud Lebech, Frede Sörensen - Ole Nielsen, Erik Halberg, Poul Nielsen.

### Skupina B
|    |           | USA  | SUI  | NOR  | BEL  | V | R | P | Skóre | B |
| 1. | USA       | ***  | 12:5 | 12:1 | 12:0 | 3 | 0 | 0 | 36:6  | 6 |
| 2. | Švýcarsko | 5:12 | ***  | 7:1  | 18:2 | 2 | 0 | 1 | 30:15 | 4 |
| 3. | Norsko    | 1:12 | 1:7  | ***  | 2:0  | 1 | 0 | 2 | 4:19  | 2 |
| 4. | Belgie    | 0:12 | 2:18 | 0:2  | ***  | 0 | 0 | 3 | 2:32  | 0 |

 USA –  Švýcarsko 12:5 (6:2, 4:1, 2:2)
12. února 1949 (17:00) – Stockholm (přírodní hřiště Östermalms IP)

Branky a nahrávky USA: 1:0 2. Bruce Mather, 2:0 5. Milton Johnson, 3:0 9. Gerarld Kilmartin (Bruce Mather), 4:1 13. Alfred Yurkewicz (Arthur Crouse), 5:2 15. Milton Johnson (Arthur Crouse), 6:2 19. Russel Johnson (Milton Johnson), 7:3 29. Gerarld Kilmartin, 8:3 30. Bruce Mather, 9:3 35. Bruce Mather, 10:3 37. Gerarld Kilmartin (Bruce Mather), 11:3 42. Milton Johnson (Alfred Yurkewicz), 12:3 43. Gerarld Kilmartin (John Riley).

Branky a nahrávky Švýcarska: 3:1 13. Ulrich Poltera, 4:2 14. Heinrich Boller, 6:3 23. Ferdinand Cattini (Gebhard Poltera), 12:4 44. Alfred Bieler, 12:5 45. Alfred Bieler (Gebhard Poltera).

Rozhodčí: Dinty Moore (CAN), Gosta Ahlin (SWE)
USA: Richard Bittner - Alfred Yurkewicz, Norman Walker, Alfred Van, William Thayer - Gerarld Kilmartin, Bruce Mather, John Riley - Russel Johnson, Arthur Crouse, Milton Johnson.
Švýcarsko: Reto Perl - Heinrich Boller, Emil Handschin, Hans Cattini, Ferdinand Cattini - Alfred Bieler, Ulrich Poltera, Gebhard Poltera - Ernst Härter, Heinz Hinterkircher, Reto Delnon.
 Norsko –  Belgie 	2:0 (2:0, 0:0, 0:0)
12. února 1949 (18:00) – Stockholm (Stadión Solna)

Branky a nahrávky Norska: 5. Björn Gulbrandsen (Ragnar Rygel), 10. Odd Hansen.

Rozhodčí: Wladislaw Michalík (POL), Axel Sandö (SWE)
Norsko: Per Dahl - Johnny Larntvedt, Björn Kristiansen, Kjell Hauger, Gunnar Kroge - Ragnar Rygel, Odd Hansen, Roar Pedersen - Oivind Solheim, Björn Gulbrandsen, Per Voigt - Per Moe.
Belgie: Henri Heirman - Fernand Carrez, Constant Delarge, Tony Delrez, Jimmy Graeffe - Hubert Anciaux, Leon van Eeckhout, Raymond Lombard - Coco Berry, Jules Dupre, Roger Beck - Percy Lippit.
 USA –  Norsko 12:1 (7:1, 3:0, 2:0)
13. února 1949 (18:00) – Stockholm (přírodní hřiště Kristineberg)

Branky a nahrávky USA: 3. Arthur Crouse, 4. Arthur Crouse (Russel Johnson), 11. Bruce Mather, 12. Bruce Mather (Gerarld Kilmartin), 5:0 14. John Riley,  15. Alfred Van (Russel Johnson), 18. John Riley, 31. Bruce Mather, 32. Bruce Mather (John Riley), 35. Norman Walker, 45. Milton Johnson (Alfred Yurkewicz), 52. Alfred Yurkewicz (Russel Johnson).

Branky Norska: 5:1 14. Björn Gulbrandsen.

Rozhodčí: Gosta Ahlin (SWE), Ladislav Tencza (TCH)
USA: Richard Bittner - Alfred Yurkewicz, Norman Walker, Alfred Van, William Thayer - Gerarld Kilmartin, Bruce Mather, John Riley - Russel Johnson, Arthur Crouse, Milton Johnson - John Kelley, Dan Crowley.
Norsko: Per Dahl - Johnny Larntvedt, Björn Kristiansen, Kjell Hauger, Gunnar Kroge - Ragnar Rygel, Odd Hansen, Roar Pedersen - Oivind Solheim, Björn Gulbrandsen, Per Voigt - Roy Sörensen.
 Švýcarsko –  Belgie	18:2 (5:0, 10:1, 3:1)
13. února 1949 (19:00) – Stockholm (Stadión Solna)

Branky a nahrávky Švýcarsko: 1:0 Gebhard Poltera, 2:0 Hugo Delnon (Othmar Delnon), 3:0 Alfred Bieler (Gebhard Poltera), 4:0 Gebhard Poltera, 5:0 Reto Delnon (Othmar Delnon), 6:0 Gebhard Poltera (Alfred Bieler), 7:0 Gebhard Poltera, 8:0 Hugo Delnon (Reto Delnon), 9:0 Emil Handschin, 10:0 Ulrich Poltera (Alfred Bieler), 11:0 Ulrich Poltera, 12:0 vlastní, 13:0 Alfred Bieler, 14:0 Ulrich Poltera, 15:1 Othmar Delnon, 16:2 Hugo Delnon, 17:2 Gebhard Poltera, 18:2 Alfred Bieler. 

Branky Belgie: 14:1 Raymond Lombard, 15:2 Raymond Lombard.

Rozhodčí: Theodor Samwald (AUT), Axel Sandö (SWE)
Švýcarsko: Hans Bänninger - Hans Cattini, Ferdinand Cattini, Heinrich Boller, Emil Handschin, Heinz Hinterkircher - Alfred Bieler, Ulrich Poltera, Gebhard Poltera - Hugo Delnon, Othmar Delnon, Reto Delnon.
Belgie: Henri Heirman - Fernand Carrez, Constant Delarge, Tony Delrez, Jimmy Graeffe - Hubert Anciaux, Leon van Eeckhout, Raymond Lombard - Coco Berry, Jules Dupre, Roger Beck.
 USA –  Belgie 12:0 (4:0, 5:0, 3:0)
14. února 1949 (16:00) – Stockholm (Olympijský stadión)

Branky a nahrávky USA: 3. John Kelley, 5. Charlie Holt (Dan Crowley), 8. Milton Johnson (Russel Johnson), 18. Alfred Yurkewicz (Charlie Holt), 25. Dan Crowley (Charlie Holt), 29. Russel Johnson (Milton Johnson), 7:0 37. Charlie Holt (Dan Crowley), 8:0 37. Milton Johnson, 40. Alfred Van (William Thayer), 10:0 45. Charlie Holt (Dan Crowley), 11:0 45. John Kelley, 58. Russel Johnson.

Rozhodčí: Kurt Hauser (SUI), Ladislav Tencza (TCH)
USA: Richard Bittner - Alfred Yurkewicz, Norman Walker, Alfred Van, William Thayer - Russel Johnson, John Kelley, Milton Johnson - Charlie Holt, Arthur Crouse, Dan Crowley.
Belgie: Henri Heirman - Tony Delrez, Constant Delarge, Percy Lippit - Jimmy Graeffe - Hubert Anciaux, Leon van Eeckhout, Raymond Lombard - Roland Dumon, Jules Dupre, Roger Beck - Fernand Carrez, Coco Berry.
 Švýcarsko –  Norsko 7:1 (4:1, 3:0, 0:0)
14. února 1949 (21:00) – Stockholm (Olympijský stadión)

Branky a nahrávky Švýcarska: 5. Ferdinand Cattini (Gebhard Poltera), 8. Reto Delnon (Alfred Bieler), 10. Alfred Bieler, 19. Ulrich Poltera (Gebhard Poltera), 21. Alfred Bieler, 33. Alfred Bieler (Othmar Delnon), 36. Othmar Delnon (Alfred Bieler).

Branky a nahrávky Norska: 3. Björn Gulbrandsen (Ragnar Rygel).

Rozhodčí: Ladislav Tencza (TCH), Gosta Ahlin (SWE)
Švýcarsko: Reto Perl - Heinrich Boller, Emil Handschin, Hans Cattini, Ferdinand Cattini - Hans-Martin Trepp, Ulrich Poltera, Gebhard Poltera - Alfred Bieler, Othmar Delnon, Reto Delnon - Hugo Delnon, Heinz Hinterkircher.
Norsko: Per Dahl - Johnny Larntvedt, Björn Kristiansen, Kjell Hauger, Gunnar Kroge - Björn Gulbrandsen, Ragnar Rygel, Per Voigt -  Oivind Solheim, Odd Hansen, Roar Pedersen - Roy Sörensen, Per Moe.

### Skupina C
|    |         | SWE  | TCH  | FIN  | V | R | P | Skóre | B |
| 1. | Švédsko | ***  | 4:2  | 12:1 | 2 | 0 | 0 | 16:3  | 4 |
| 2. | ČSR     | 2:4  | ***  | 19:2 | 1 | 0 | 1 | 21:6  | 2 |
| 3. | Finsko  | 1:12 | 2:19 | ***  | 0 | 0 | 2 | 3:31  | 0 |

 Švédsko –  Finsko 12:1 (2:0, 3:0, 7:1)
12. února 1949 (14:00) – Stockholm (Olympijský stadión)

Branky a nahrávky Švédska: 4. Rune Johansson, 11. Erik Johansson, 22. Stig Carlsson (Hans Öberg), 27. Holger Nurmela (Gösta Johansson), 34. Hans Öberg (Gösta Johansson), 42. Stig Carlsson, 44. Hans Öberg, 48. Gösta Johansson, 50. Stig Carlsson, 52. Bengt Larsson (Åke Andersson), 53. Holger Nurmela, 54. Bengt Larsson.

Branky Finska: 41. Keijo Kuusela.

Rozhodčí: Walter Brown (USA), Josef Hermann (TCH)
Švédsko: Arne Johansson - Åke Andersson, Rune Johansson, Sven Thunman, Åke Olsson - Bengt Larsson, Gösta Johansson, Holger Nurmela - Hans Öberg, Stig Carlsson - Erik Johansson, Stig Jönsson, Åke Engqvist.
Finsko: Unto Viitala - Matti Rintakoski, Toivo Hellen, Ossi Kauppi, Tuomo Pohjavirta - Eero Salisma, Keijo Kuusela, Matti Karumaa - Lofti Nasibullen, Aarne Honkavaara, Kalle Havulinna - Nils Nummelin.
 Švédsko –  Československo 4:2 (3:0, 1:2, 0:0)
13. února 1949 (14:00) – Stockholm (přírodní hřiště Östermalms IP)

Branky a nahrávky Švédska: 4. Stig Carlsson (Åke Andersson), 5. Stig Carlsson, 8. Åke Engqvist, 39. Holger Nurmela (Gösta Johansson).

Branky a nahrávky Československa: 26. Václav Roziňák (Vladimír Kobranov), 34. Vladimír Zábrodský.

Rozhodčí: Dinty Moore (CAN), Charlie Kessler (SUI)

Vyloučení: 3:3 (využití 1:0)
Švédsko: Arne Johansson – Åke Andersson, Rune Johansson, Sven Thunman – Bengt Larsson, Gösta Johansson, Holger Nurmela – Hans Öberg, Stig Carlsson, Erik Johansson - Åke Engqvist, Stig Jönsson, Lars Pettersson.
ČSR: Bohumil Modrý – Josef Trousílek, Oldřich Němec, František Vacovský, Jiří Macelis, Přemysl Hainý – Václav Roziňák, Vladimír Zábrodský, Stanislav Konopásek – Vladimír Kobranov, Vladimír Bouzek, Augustin Bubník – Čeněk Pícha.
 Československo –  Finsko 	19:2 (8:1, 3:1, 8:0)
14. února 1949 (19:00) – Stockholm (Olympijský stadión)

Branky a nahrávky Československa: 1:0 1. Stanislav Konopásek (Vladimír Zábrodský), 2:0 5. Stanislav Konopásek, 3:0 7. Čeněk Pícha, 4:0 10. Vladimír Zábrodský, 5:0 13. Vladimír Kobranov, 6:0 15. Vladimír Zábrodský, 7:0 17. Čeněk Pícha, 8:0 18. Stanislav Konopásek, 9:1 23. Zdeněk Marek, 10:1 26. Stanislav Konopásek, 11:1 27. Stanislav Konopásek, 12:2 41. Vladimír Bouzek (Čeněk Pícha), 13:2 42. Vladimír Bouzek (Čeněk Pícha), 14:2 42. Vladimír Kobranov, 15:2 43. Přemysl Hainý (Vladimír Zábrodský), 16:2 52. Vladimír Zábrodský, 17:2 52. Čeněk Pícha, 18:2 56. Vladimír Zábrodský, 19:2 58. Vladimír Kobranov.

Branky Finska: 8:1 20. Keijo Kuusela, 11:2 29. Lofti Nasibullen.

Rozhodčí: Dinty Moore (CAN), Alf Axberg (SWE)

Vyloučení: 1:1 (využití 1:0)
ČSR: Josef Jirka – Josef Trousílek, Přemysl Hainý, Jiří Macelis, František Vacovský – Vladimír Kobranov, Vladimír Zábrodský, Stanislav Konopásek – František Mizera, Zdeněk Marek, Čeněk Pícha – od 41. Vladimír Bouzek, Augustin Bubník.
Finsko: Juhani Linkosuo (24. Unto Viitala) – Matti Rintakoski, Toivo Hellen, Tuomo Pohjavirta, Ossi Kauppi – Eero Salisma, Keijo Kuusela, Matti Karumaa - Lofti Nasibullen, Aarne Honkavaara, Kalle Havulinna.

### Finále
|    |           | TCH | CAN | USA | SWE  | SUI  | AUT  | V | R | P | Skóre | B |
| 1. | ČSR       | *** | 3:2 | 0:2 | 3:0  | 8:1  | 7:1  | 4 | 0 | 1 | 21:6  | 8 |
| 2. | Kanada    | 2:3 | *** | 7:2 | 2:2  | 1:1  | 8:2  | 2 | 2 | 1 | 20:10 | 6 |
| 3. | USA       | 2:0 | 2:7 | *** | 6:3  | 4:5  | 9:1  | 3 | 0 | 2 | 23:16 | 6 |
| 4. | Švédsko   | 0:3 | 2:2 | 3:6 | ***  | 3:1  | 18:0 | 2 | 1 | 2 | 26:12 | 5 |
| 5. | Švýcarsko | 1:8 | 1:1 | 5:4 | 1:3  | ***  | 10:1 | 2 | 1 | 2 | 18:17 | 5 |
| 6. | Rakousko  | 1:7 | 2:8 | 1:9 | 0:18 | 1:10 | ***  | 0 | 0 | 5 | 5:52  | 0 |

 USA –  Švýcarsko 4:5 (1:4, 3:0, 0:1)
15. února 1949 (14:30) – Stockholm (Olympijský stadión)

Branky a nahrávky USA: 7. Bruce Mather, 27. Bruce Mather (John Riley), 30. Gerard Kilmartin (Bruce Mather), 32. John Riley.

Branky a nahrávky Švýcarska: 2. Hans-Martin Trepp, 5. Alfred Bieler (Othmar Delnon), 6. Hans-Martin Trepp (Ferdinand Cattini), 18. Reto Delnon, 57. Alfred Bieler (Hans Cattini).

Rozhodčí: Josef Herman (TCH), Dinti Moore (CAN)
USA: Richard Bittner (59. Pat Finnegan) - Alfred Yurkewicz, Norman Walker, Alfred Van, William Thayer - Gerarld Kilmartin, Bruce Mather, John Riley - Russel Johnson, Arthur Crouse, Milton Johnson - John Kelley.
Švýcarsko: Hans Bänninger - Hans Cattini, Ferdinand Cattini, Heinrich Boller, Emil Handschin – Hans-Martin Trepp, Ulrich Poltera, Gebhard Poltera - Reto Delnon, Othmar Delnon, Alfred Bieler – Heinz Hinterkircher.
 Švédsko –  Rakousko 18:0 (5:0, 5:0, 8:0)
15. února 1949 (17:30) – Stockholm (Olympijský stadión)

Branky Švédska: 1:0 Bengt Larsson (Gösta Johansson), 2:0 Åke Andersson, 3:0 Stig Carlsson, 4:0 Holger Nurmela, 5:0 Gösta Johansson, 6:0 Stig Carlsson, 7:0 Stig Jönsson, 8:0 Stig Jönsson, 9:0 Gösta Johansson, 10:0 Gösta Johansson, 11:0 Holger Nurmela, 12:0 Gösta Johansson, 13:0 Holger Nurmela, 14:0 Rolf Eriksson-Hemlin, 15. Åke Lassas, 16:0 Gösta Johansson, 17:0 Stig Jönsson, 18. Bengt Larsson.

Rozhodčí: Wladislaw Michalik (POL), Charlie Kessler (SUI)
Švédsko: Arne Johansson – Åke Andersson, Rune Johansson, Åke Olsson, Åke Lassas - Bengt Larsson, Gösta Johansson, Holger Nurmela – Erik Johansson, Stig Carlsson, Rolf Eriksson-Hemlin - Hans Öberg.
Rakousko: Alfred Huber - Friedrich Demmer, Willibald Stanek, Rudolf Vojta, Franz Potucek - Johann Schneider, Walter Feistritzer, Friedrich Penitz - Rudolf Wurmbrand, Fritz Walter, Albert Böhm - Wilhelm Schmid.
 Československo –  Kanada	3:2 (0:0, 2:1, 1:1)
15. února 1949 (20:15) – Stockholm (Olympijský stadión)

Branky a nahrávky Československa: 30. Vladimír Zábrodský (Stanislav Konopásek), 40. Vladimír Zábrodský, 57. Stanislav Konopásek (Vladimír Zábrodský).

Branky a nahrávky Kanady: 34. Ray Bauer (James Russell), 43. James Russell (Donald Stanley).

Rozhodčí: Gosta Ahlin (SWE), Kurt Hauser (SUI)

Vyloučení: 4:17 (využití 1:1) z toho Thomas Russell 2+10 minut.

Diváků: 7 000
ČSR: Bohumil Modrý – Josef Trousílek, Jiří Macelis, Přemysl Hainý, Oldřich Němec – Václav Roziňák, Vladimír Zábrodský, Stanislav Konopásek – Vladimír Kobranov, Vladimír Bouzek, Augustin Bubník –  František Mizera, Čeněk Pícha.
Kanada: Al Picard – Emile Gagne, Barney Hillson, Joe Tergeson, Herb Kewley – John Kovich, James Russell, William Dimoch - Thomas Russell, Donald Stanley, Bud Hashey – de Joe de Bastiani, Ray Bauer.
 Československo –  Rakousko 7:1 (4:0, 2:0, 1:1)
16. února 1949 (17:30) – Stockholm (Olympijský stadión)

Branky a nahrávky Československa: 1. Stanislav Konopásek, 4. Vladimír Kobranov (Čeněk Pícha), 10. Augustin Bubník (Vladimír Kobranov), 11. Stanislav Konopásek (Vladimír Zábrodský), 27. Václav Roziňák (Vladimír Zábrodský), 35. Stanislav Konopásek, 53. Stanislav Konopásek.

Branky Rakouska: 42. Hans Wagner.

Rozhodčí: Charlie Kessler (SUI), Alf Axberg (SWE)

Vyloučení: 1:1 (využití 0:0)    
ČSR: Bohumil Modrý – Josef Trousílek, Přemysl Hainý, Jiří Macelis, Oldřich Němec – Václav Roziňák, Vladimír Zábrodský, Stanislav Konopásek – Vladimír Kobranov, Augustin Bubník, Čeněk Pícha – Miloslav Charouzd.
Rakousko: Alfred Huber - Friedrich Demmer, Willibald Stanek, Rudolf Vojta, Franz Potucek - Johann Schneider, Walter Feistritzer, Hans Wagner - Rudolf Wurmbrand, Fritz Walter, Albert Böhm - Friedrich Penitz.
 Švédsko –  Kanada 2:2 (0:1, 1:0, 1:1)
16. února 1949 (20:45) – Stockholm (Olympijský stadión)

Branky a nahrávky Švédska: 29. Lars Pettersson (Stig Carlsson), 48. Åke Andersson.

Branky Kanady: 4. Thomas Russell, 44. Herb Kewley.

Rozhodčí: Ladislav Tencza (TCH), Kurt Hauser (SUI)

Vyloučení: 1:7
Švédsko: Arne Johansson – Åke Andersson, Rune Johansson, Sven Thunman, Åke Lassas - Bengt Larsson, Gösta Johansson, Holger Nurmela - Hans Öberg, Stig Carlsson, Erik Johansson - Lars Pettersson, Åke Engqvist.
Kanada: Al Picard – Joe Tergeson, Herb Kewley, Emile Gagne, Barney Hillson - John Kovich, James Russell, William Dimoch - Joe de Bastiani, Donald Stanley, Thomas Russell - Ray Bauer, Don Munroe.
 Švédsko –  Švýcarsko 3:1 (0:0, 2:1, 1:0)
17. února 1949 (17:30) – Stockholm (Olympijský stadión)

Branky a nahrávky Švédska: 24. Stig Carlsson (Rolf Eriksson-Hemlin), 36. Rolf Eriksson-Hemlin, 51. Holger Nurmela (Gösta Johansson). 

Branky a nahrávky Švýcarska: 25. Otto Schübiger (Heinrich Lohrer).

Rozhodčí: Ladislav Tencza (TCH), Theodor Samwald (AUT)
Švédsko: Arne Johansson – Åke Andersson, Rune Johansson, Sven Thunman, Åke Lassas - Bengt Larsson, Gösta Johansson, Holger Nurmela - Hans Öberg, Stig Carlsson, Erik Johansson - Erik Johansson, Rolf Eriksson-Hemlin.
Švýcarsko: Hans Bänninger - Hans Cattini, Ferdinand Cattini, Heinrich Boller, Emil Handschin – Hans-Martin Trepp, Ulrich Poltera, Gebhard Poltera - Alfred Bieler, Heinrich Lohrer, Otto Schübiger, Reto Delnon – Heinz Hinterkircher.
 Kanada –  USA 7:2 (2:0, 1:2, 4:0)
17. února 1949 (20:15) – Stockholm (Olympijský stadión)

Branky a nahrávky Kanady: 2. Thomas Russell (Donald Stanley), 12. James Russell (Donald Stanley), 34. Joe Tergeson (Bud Hashey), 49. Don Munroe, 50. William Dimoch, 54. Ray Bauer (Bud Hashey), 57. Donald Stanley.

Branky a nahrávky USA: 21. Bruce Mather, 40. Russel Johnson (Arthur Crouse).

Rozhodčí: Kurt Hauser (SUI), Axel Sandö (SWE)
Kanada: Al Picard – Herb Kewley, Barney Hillson, Joe Tergeson, Joe de Bastiani - Donald Stanley, Thomas Russell, John Kovich - James Russell, William Dimoch, Bud Hashey - Ray Bauer, Don Munroe.
USA: Richard Bittner – Alfred Yurkewicz, Norman Walker, Alfred Van, William Thayer - Gerarld Kilmartin, Bruce Mather, John Riley - Russel Johnson, John Kelley, Milton Johnson – Arthur Crouse, Dan Crowley.
 Kanada – Rakousko 8:2 (3:0, 3:1, 2:1)
18. února 1949 (14:30) – Stockholm (Olympijský stadión)

Branky Kanady: 1:0 Joe de Bastiani, 2:0 Don Munroe, 3:0 Donald Stanley, 4:0 Don Munroe, 5:1 William Dimoch, 6:1 Emile Gagne, 7:1 William Dimoch, 8:1 Joe de Bastiani,

Branky Rakouska: 4:1 Johann Schneider, 8:2 Fritz Walter

Rozhodčí: Walter Brown (USA), Josef Hermann (TCH)
Kanada: Al Picard – Joe Tergeson, Herb Kewley, Emile Gagne, Barney Hillson - John Kovich, James Russell, William Dimoch - Joe de Bastiani, Donald Stanley, Thomas Russell - Ray Bauer, Don Munroe.
Rakousko: Alfred Huber - Friedrich Demmer, Willibald Stanek, Rudolf Vojta, Franz Potucek - Johann Schneider, Walter Feistritzer, Friedrich Penitz - Rudolf Wurmbrand, Fritz Walter, Albert Böhm.
 Československo –  Švýcarsko	8:1 (4:0, 1:1, 3:0)
18. února 1949 (17:30) – Stockholm (Olympijský stadión)

Branky a nahrávky Československa: 3. Josef Trousílek, 4. Augustin Bubník (Čeněk Pícha), 6. Stanislav Konopásek (Vladimír Zábrodský), 19. Vladimír Zábrodský (Stanislav Konopásek), 38. František Mizera (Václav Roziňák), 43. Vladimír Kobranov, 45. Vladimír Kobranov, 56. Vladimír Zábrodský (Stanislav Konopásek).

Branky a nahrávky Švýcarska: 37. Alfred Bieler (Gebhard Poltera).

Rozhodčí: Gosta Ahlin (SWE), Theodor Samwald (AUT)

Vyloučení: 3:3 (využití 1:0)
ČSR: Bohumil Modrý – Josef Trousílek, Přemysl Hainý, Jiří Macelis, Oldřich Němec – Václav Roziňák, Vladimír Zábrodský, Stanislav Konopásek – Vladimír Kobranov, František Mizera, Čeněk Pícha – Augustin Bubník, Zdeněk Marek.
Švýcarsko: Hans Bänninger -  Heinrich Boller, Emil Handschin, Hans Cattini, Ferdinand Cattini –  Hans-Martin Trepp, Ulrich Poltera, Gebhard Poltera - Alfred Bieler, Heinrich Lohrer, Reto Delnon – Heinz Hinterkircher, Othmar Delnon.
 Švédsko –  USA 3:6 (1:0, 0:4, 2:2)
18. února 1949 (21:00) – Stockholm (Olympijský stadión)

Branky a nahrávky Švédska: 7. Rolf Eriksson-Hemlin, 41. Åke Andersson (Holger Nurmela), 58. Holger Nurmela (Sven Thunman).

Branky a nahrávky USA: 24. Bruce Mather (Riley), 28. Gerard Kilmartin (Bruce Mather), 29. Alfred Yurkewicz, 37. Bruce Mather (John Riley), 54. Milton Johnson (Arthur Crouse), 60. Bruce Mather.

Rozhodčí: Dinti Moore (CAN), Charlie Kessler (SUI)
Švédsko: Arne Johansson – Sven Thunman, Åke Andersson, Åke Olsson, Rune Johansson - Åke Lassas, Gösta Johansson, Holger Nurmela - Rolf Eriksson-Hemlin, Stig Carlsson, Åke Engqvist - Lars Pettersson.
USA: Richard Bittner – Alfred Yurkewicz, Norman Walker, Alfred Van, William Thayer - Gerarld Kilmartin, Bruce Mather, John Riley - Russel Johnson, Arthur Crouse, Milton Johnson - John Kelley, Dan Crowley.
 Československo –  USA 0:2 (0:0, 0:1, 0:1)
19. února 1949 (15:00) – Stockholm (Olympijský stadión)

Branky a nahrávky USA: 21. John Riley (Bruce Mather), 46. John Riley.

Rozhodčí: Dinti Moore (CAN), Kurt Hauser (SUI)

Vyloučení: 2:3 (využití 0:0)
ČSR: Bohumil Modrý – Josef Trousílek, Přemysl Hainý, Jiří Macelis, Oldřich Němec, František Vacovský - Václav Roziňák, Vladimír Zábrodský, Stanislav Konopásek – Vladimír Kobranov, Augustin Bubník, Čeněk Pícha – František Mizera.
USA: Richard Bittner – Alfred Yurkewicz, Norman Walker, Alfred Van, William Thayer - Gerarld Kilmartin, Bruce Mather, John Riley - Russel Johnson, John Kelley, Milton Johnson - Dan Crowley, Arthur Crouse.
 Švýcarsko –  Rakousko 10:1 (4:0, 3:1, 3:0)
19. února 1949 (19:00) – Stockholm (Olympijský stadión)

Branky a nahrávky Švýcarska: 6. Othmar Delnon, 8. Heinrich Lohrer, 10. Hans-Martin Trepp, 17. Hans-Martin Trepp (Ulrich Poltera), 23. Hans-Martin Trepp (Gebhard Poltera), 33. Gebhard Poltera, 36. Othmar Delnon (Gebhard Poltera), 43. Heinrich Lohrer (Othmar Delnon), 44. Heinrich Boller (Heinrich Lohrer), 9:1 Ulrich Poltera (Hans-Martin Trepp). 

Branky a nahrávky Rakouska: 35. Walter Feistritzer (Johann Schneider).

Rozhodčí: Gosta Ahlin (SWE), Ladislav Tencza (TCH)
Švýcarsko: Reto Perl - Hans Cattini, Othmar Delnon, Heinrich Boller, Emil Handschin - Hans-Martin Trepp, Ulrich Poltera, Gebhard Poltera - Alfred Bieler, Heinrich Lohrer - Otto Schübiger, Heinz Hinterkircher, Reto Delnon.
Rakousko: Alfred Huber - Friedrich Demmer, Willibald Stanek, Rudolf Vojta, Franz Potucek - Johann Schneider, Walter Feistritzer, Hans Wagner - Rudolf Wurmbrand, Fritz Walter, Albert Böhm - Friedrich Penitz.
 USA –  Rakousko 9:1 (0:1, 3:0, 6:0)
20. února 1949 (10:00) – Stockholm (Olympijský stadión)

Branky a nahrávky USA: 1:1 21. Bruce Mather, 2:1 21. Bruce Mather (John Riley), 34. Bruce Mather, 44. Walker, 45. Bruce Mather (John Riley), 50. John Riley, 53. Bruce Mather (Charlie Holt), 53. John Riley, 60. Bruce Mather (Alfred Yurkewicz).

Branky a nahrávky Rakouska: 19. Walter Feistritzer (Friedrich Demmer).

Rozhodčí: Kurt Hauser (SUI), Axel Sandö (SWE)
USA: Richard Bittner – Alfred Yurkewicz, Norman Walker, Alfred Van, William Thayer - Gerarld Kilmartin, Bruce Mather, John Riley - Russel Johnson, Arthur Crouse, Milton Johnson - Charlie Holt, John Kelley.
Rakousko: Alfred Huber - Friedrich Demmer, Willibald Stanek, Rudolf Vojta, Franz Potucek - Johann Schneider, Walter Feistritzer, Hans Wagner - Rudolf Wurmbrand, Fritz Walter, Albert Böhm - Friedrich Penitz.
 Československo –  Švédsko 3:0 (0:0, 2:0, 1:0)
20. února 1949 (14:00) – Stockholm (Olympijský stadión)

Branky a nahrávky Československa: 24. Vladimír Zábrodský (Josef Trousílek), 31. Václav Roziňák (Vladimír Zábrodský), 53. Stanislav Konopásek (František Mizera).

Rozhodčí: Kurt Hauser (SUI), Charlie Kessler (SUI)

Vyloučení: 2:1 (využití 1:0)
ČSR: Bohumil Modrý – Josef Trousílek, Přemysl Hainý, Jiří Macelis, Oldřich Němec – Václav Roziňák, Vladimír Zábrodský, Stanislav Konopásek – Vladimír Kobranov, František Mizera, Čeněk Pícha – Augustin Bubník.
Švédsko:Arne Johansson – Sven Thunman, Åke Andersson, Rune Johansson, Åke Lassas – Bengt Larsson, Gösta Johansson, Holger Nurmela - Rolf Eriksson-Hemlin, Stig Carlsson, Erik Johansson – Hans Öberg, Lars Pettersson.
 Kanada –  Švýcarsko 1:1 (0:1, 0:0, 1:0)
20. února 1949 (17:00) – Stockholm (Olympijský stadión)

Branky Kanady: 42. Herb Kewley.

Branky a nahrávky Švýcarska: 17. Hans-Martin Trepp (Gebhard Poltera).

Rozhodčí: Walter Brown (USA), Gosta Ahlin (SWE)
Kanada: Al Picard – Joe Tergeson, Herb Kewley, Emile Gagne, Barney Hillson - Joe de Bastiani, Donald Stanley, Thomas Russell - John Kovich, James Russell, William Dimoch -  Ray Bauer, Don Munroe.
Švýcarsko: Reto Perl - Hans Cattini, Heinz Hinterkircher, Heinrich Boller, Emil Handschin - Hans-Martin Trepp, Ulrich Poltera, Gebhard Poltera - Alfred Bieler, Othmar Delnon, Reto Delnon, Ernst Härter.

### Soutěž útěchy
|     |        | FIN  | NOR  | BEL  | DEN  | V | R | P | Skóre | B |
| 7.  | Finsko | ***  | 7:3  | 17:2 | scr. | 2 | 0 | 0 | 24:5  | 4 |
| 8.  | Norsko | 3:7  | ***  | 14:1 | scr. | 1 | 0 | 1 | 17:8  | 2 |
| 9.  | Belgie | 2:17 | 1:14 | ***  | 8:3  | 1 | 0 | 2 | 11:34 | 0 |
| 10. | Dánsko | scr. | scr. | 3:8  | ***  | * | * | * | *     | * |

- Dánsko ze soutěže odstoupilo.

 Belgie –  Dánsko	8:3 (2:1, 4:2, 2:0)
17. února 1949 (10:00) – Stockholm (Olympijský stadión)

Branky Belgie: 2x Hubert Anciaux, 2x Jules Dupre, 2x  Georges Hartmeyer, Coco Berry, Leon van Eeckhout.

Branky Dánska: 3x Jörgen Hviid.

Rozhodčí: Risto Lindroos (FIN), Josef Hermann (TCH)
Belgie: Henri Heirman - Fernand Carrez, Constant Delarge, Tony Delrez, Jimmy Graeffe - Hubert Anciaux, Leon van Eeckhout, Raymond Lombard - Coco Berry, Jules Dupre, Georges Hartmeyer.
Dánsko: Flemming Jensen - Borge Hamann, Svend Malver, Jörgen Hviid, Dan Danry - Erik Hviid, Knud Lebech, Frede Sörensen - Ole Nielsen, Erik Halberg, Poul Nielsen.
 Finsko –  Norsko 	7:3 (4:3, 2:0, 1:0)
17. února 1949 (13:00) – Stockholm (Olympijský stadión)

Branky Finska: 3x Keijo Kuusela, 2x Aarne Honkavaara, Eero Salisma, Matti Rintakoski.

Branky Norska: Björn Gulbrandsen, Ragnar Rygel, Oivind Solheim.

Rozhodčí: Knud Tonsberg (DEN), Gusty de Backer (BEL)
Finsko: Unto Viitala - Matti Rintakoski, Toivo Hellen, Tuomo Pohjavirta, Ossi Kauppi – Eero Salisma, Keijo Kuusela, Matti Karumaa - Lofti Nasibullen, Aarne Honkavaara, Kalle Havulinna.
Norsko: Per Dahl - Johnny Larntvedt, Roar Pedersen, Kjell Hauger, Gunnar Kroge - Björn Gulbrandsen, Ragnar Rygel, Roy Sörensen - Oivind Solheim, Odd Hansen, Per Voigt - Per Moe.
 Finsko –  Belgie	17:2 (6:0, 4:0, 7:2)
18. února 1949 (11:30) – Stockholm (Olympijský stadión)

Branky Finska: 5x Aarne Honkavaara, 3x Lofti Nasibullen, 3x Matti Rintakoski, 2x Keijo Kuusela, Kalle Havulinna, Matti Karumaa, Rauni Laine, Ossi Kauppi.

Branky Belgie: Raymond Lombard, Georges Hartmeyer.

Rozhodčí: Johan Narvestad (NOR), Knud Tonsberg (DEN)
Finsko: Unto Viitala - Matti Rintakoski, Toivo Hellen, Ossi Kauppi, Tuomo Pohjavirta - Rauni Laine, Keijo Kuusela, Matti Karumaa - Lofti Nasibullen, Aarne Honkavaara, Kalle Havulinna.
Belgie: Henri Heirman - Fernand Carrez, Constant Delarge, Tony Delrez, Jimmy Graeffe - Hubert Anciaux, Leon van Eeckhout, Raymond Lombard - Coco Berry, Jules Dupre, Georges Hartmeyer.
 Norsko –  Belgie	14:1 (5:0, 6:0, 3:1)
19. února 1949 (19:30) – Stockholm (Olympijský stadión)

Branky Norska: 1:0 Björn Gulbrandsen, 2:0 Björn Gulbrandsen, 3:0 Björn Gulbrandsen, 4:0 Ragnar Rygel, 5:0 Björn Gulbrandsen, 6:0 Oivind Solheim, 7:0 Oivind Solheim, 8:0 Per Voigt, 9:0 Johnny Larntvedt, 10:0 Björn Gulbrandsen, 11:0 Björn Gulbrandsen, 12:0 Per Voigt, 13:1 Ragnar Rygel, 14:1 Roar Pedersen.

Branky Belgie: 12:1 Hubert Anciaux.

Rozhodčí: Theodor Samwald (AUT), Risto Lindroos (FIN) 
Norsko: Per Dahl - Johnny Larntvedt, Roar Pedersen, Kjell Hauger, Gunnar Kroge - Björn Gulbrandsen, Ragnar Rygel, Per Voigt - Oivind Solheim, Odd Hansen, Roy Sörensen.
Belgie: Henri Heirman - Fernand Carrez, Constant Delarge, Tony Delrez, Jimmy Graeffe - Hubert Anciaux, Leon van Eeckhout, Raymond Lombard - Coco Berry, Jules Dupre, Georges Hartmeyer.

## Statistiky

### Nejlepší střelci (ve finálové skupině)
| Poř. | Nejlepší střelci    | Branky |
| ---- | ------------------- | ------ |
| 1.   | Bruce Mather        | 10     |
| 2.   | Stanislav Konopásek | 7      |
| 3.   | Gösta Johansson     | 6      |
| 4.   | Jack Riley          | 5      |
| 4.   | Hans-Martin Trepp   | 5      |
| 6.   | Vladimír Zábrodský  | 4      |
| 6.   | Gerry Kilmartin     | 4      |
| 6.   | Holger Nurmela      | 4      |

### Soupiska Československa
Československo

Brankáři: Bohumil Modrý, Josef Jirka.

Obránci: Josef Trousílek, Přemysl Hainý, Oldřich Němec, Jiří Macelis, František Vacovský.

Útočníci: Václav Roziňák,  – Vladimír Zábrodský, Stanislav Konopásek, Vladimír Kobranov, Vladimír Bouzek, Augustin Bubník, František Mizera, Čeněk Pícha, Zdeněk Marek, Miloslav Charouzd.

Trenér: oficiálně Antonín Vodička, v praxi Vladimír Zábrodský.

### Soupiska Kanady
Kanada (Sudbury Wolves)

Brankáři: Robert Mills, Al Picard.

Obránci: Barney Hillson, Emile Gagne, Herb Kewley, Joe Tergeson.

Útočníci: William Dimoch, James Russell, Thomas Russell, Ray Bauer, Joe de Bastiani, Donald Stanley, Bud Hashey, Don Munroe, John Kovich.

Trenér: Max Silverman.

### Soupiska USA
USA

Brankáři: Richard Bittner.

Obránci: Alfred Yurkewicz, Norman Walker, Alfred Van, William Thayer.

Útočníci: Arthur Crouse, Dan Crowley, Charles Holt, Milton Johnson, Russel Johnson, Gerarld Kilmartin, Bruce Mather, John Riley, Pat Finnegan, John Kelley.

Trenér: Jack Riley.

### Soupiska Švédska
4.  Švédsko

Brankáři: Arne Johansson, Kurt Svanberg.

Obránci: Åke Andersson, Rune Johansson, Åke Lassas, Åke Olsson, Sven Thunman.

Útočníci: Stig Carlsson, Åke Engqvist, Rolf Eriksson-Hemlin, Erik Johansson, Gösta Johansson, Stig Jönsson, Bengt Larsson, Holger Nurmela, Lars Pettersson, Hans Öberg.

### Soupiska Švýcarska
5.  Švýcarsko

Brankáři: Hans Bänninger, Reto Perl.

Obránci: Emil Handschin, Heinrich Boller, Ferdinand Cattini, Hans Cattini.

Útočníci: Hans-Martin Trepp, Ulrich Poltera, Gebhard Poltera, Othmar Delnon, Heinrich Lohrer, Alfred Bieler, Heinz Hinterkircher, Reto Delnon, Hugo Delnon, Otto Schübiger, Ernst Härter.

Trenér: Richard Torriani.

### Soupiska Rakouska
6.  Rakousko

Brankáři: Alfred Huber, Jörg Reichl.

Obránci: Friedrich Demmer, Willibald Stanek, Rudolf Vojta, Franz Potucek.

Útočníci: Johann Schneider Walter Feistritzer, Hans Wagner, Rudolf Wurmbrand, Fritz Walter, Albert Böhm, Friedrich Penitz, Wilhelm Schmid, Hermann Springer.

### Soupiska Finska
7.  Finsko

Brankáři: Unto Viitala, Juhani Linkosuo.

Obránci: Matti Rintakoski, Toivo Hellen, Ossi Kauppi, Esko Tie, Paul Väinjärvi.

Útočníci: Aarne Honkavaara, Keijo Kuusela, Lofti Nasibullen, Kalle Havulinna, Matti Karumaa, Rauni Laine, Eero Salisma, Nils Nummelin, Tuomo Pohjavirta.

Trenér: Henry Kvist.

### Soupiska Norska
8.  Norsko

Brankáři: Per Dahl, Arthur Kristiansen.

Obránci: Johnny Larntvedt, Björn Kristiansen, Kjell Hauger, Gunnar Kroge.

Útočníci: Roar Pedersen, Ragnar Rygel, Björn Gulbrandsen, Odd Hansen, Oivind Solheim, Per Voigt, Roy Sörensen, Per Moe, Leif Solheim.

Trenér: Trygve Holter.

### Soupiska Belgie
9.  Belgie

Brankář: Henri Heirman.

Obránci: Tony Delrez, Constant Delarge, Fernand Carrez, Jimmy Graeffe.

Útočníci:  Roland Dumon, Hubert Anciaux, Raymond Lombard, Leon van Eeckhout, Coco Berry, Jules Dupre, Roger Beck, Percy Lippit, Georges Hartmeyer.

Trenér: Gusty de Backer.

### Soupiska Dánska
10.  Dánsko

Brankáři: Flemming Jensen, Leif Jonsen.

Obránci: Borge Hamann, Svend Malver, Jörgen Hviid, Dan Danry.

Útočníci: Erik Hviid, Knud Lebech, Erik Halberg, Frede Sörensen, Poul Nielsen, Ole Nielsen, Leif Ammentorp, Sven Christensen.

## Konečné pořadí
| 16. | Mistrovství světa | Z | V | R | P | Skóre | B  |
| --- | ----------------- | - | - | - | - | ----- | -- |
| 1.  | ČSR               | 7 | 5 | 0 | 2 | 42:12 | 10 |
| 2.  | Kanada            | 7 | 4 | 2 | 1 | 74:10 | 10 |
| 3.  | USA               | 8 | 6 | 0 | 2 | 59:22 | 12 |
| 4.  | Švédsko           | 7 | 4 | 1 | 2 | 42:15 | 9  |
| 5.  | Švýcarsko         | 8 | 4 | 1 | 3 | 48:32 | 9  |
| 6.  | Rakousko          | 7 | 1 | 0 | 6 | 30:60 | 2  |
| 7.  | Finsko            | 4 | 2 | 0 | 2 | 27:36 | 4  |
| 8.  | Norsko            | 5 | 2 | 0 | 3 | 21:27 | 4  |
| 9.  | Belgie            | 6 | 1 | 0 | 5 | 13:66 | 2  |
| 10. | Dánsko            | 3 | 0 | 0 | 3 | 4:80  | 0  |

| 27. | Mistrovství Evropy |
| 1.  | ČSR                |
| 2.  | Švédsko            |
| 3.  | Švýcarsko          |
| 4.  | Rakousko           |
| 5.  | Finsko             |
| 6.  | Norsko             |
| 7.  | Belgie             |
| 8.  | Dánsko             |